# Phelsuma astriata
Phelsuma astriata är en ödleart som beskrevs av  Gustav Tornier 1901. Phelsuma astriata ingår i släktet Phelsuma och familjen geckoödlor. IUCN kategoriserar arten globalt som livskraftig.

## Underarter
Arten delas in i följande underarter:
- P. a. astriata
- P. a. semicarinata
- P. a. astovei